# Блокада сердца
Блокада сердца — нарушение проведения электрического импульса по проводящей системе сердца.

## Классификация
В зависимости от уровня блокады выделяют следующие основные формы блокады сердца.
Синоатриальная блокада — нарушение проводимости из синоатриального узла в предсердия.
Нарушение проведения импульса в области синусового узла.
Признаки:
- Ритм синусовый, но неправильный: периодически выпадают отдельные сердечные циклы PQRST.
- Встречается удлинённый интервал RR, чаще всего равный двум RR.
- Во время длинных пауз выскальзываются комплексы и ритмы.

Межпредсердная блокада — нарушение проводимости по проводящей системе предсердия.
Нарушение ритма. Увеличение длительности зубца P, расширение или зазубрение зубца P.
Атриовентрикулярная блокада — нарушение проведения импульса на уровне атриовентрикулярного узла или ствола пучка Гиса.
Выделяют три степени нарушения ритма:
1. Импульсы проходят из предсердия в желудочек с задержкой. Интервал PQ увеличен за счёт сегмента.
2а. Мобиц 1 — постепенное увеличение длительности интервала PQ, при котором выпадает желудочковый комплекс QRST при сохранении зубца P.
2б. Мобиц 2 — интервал PQ нормальный или удлинённый (нет прогрессирующего удлинения), при котором выпадает желудочковый комплекс QRST при сохранении зубца P.
3. Полное разобщение желудочкового и предсердного ритма (полная блокада АВ), интервалы PP и RR постоянные, но интервал PP больше интервала RR.
ЧСС до 40-60, но может быть и 30-35. QRS расширен и деформирован.
Блокада ножек пучка Гиса — нарушение проводимости на уровне правой, левой передней или левой задней ножки пучка Гиса.